# Compagnie des voies ferrées des Landes

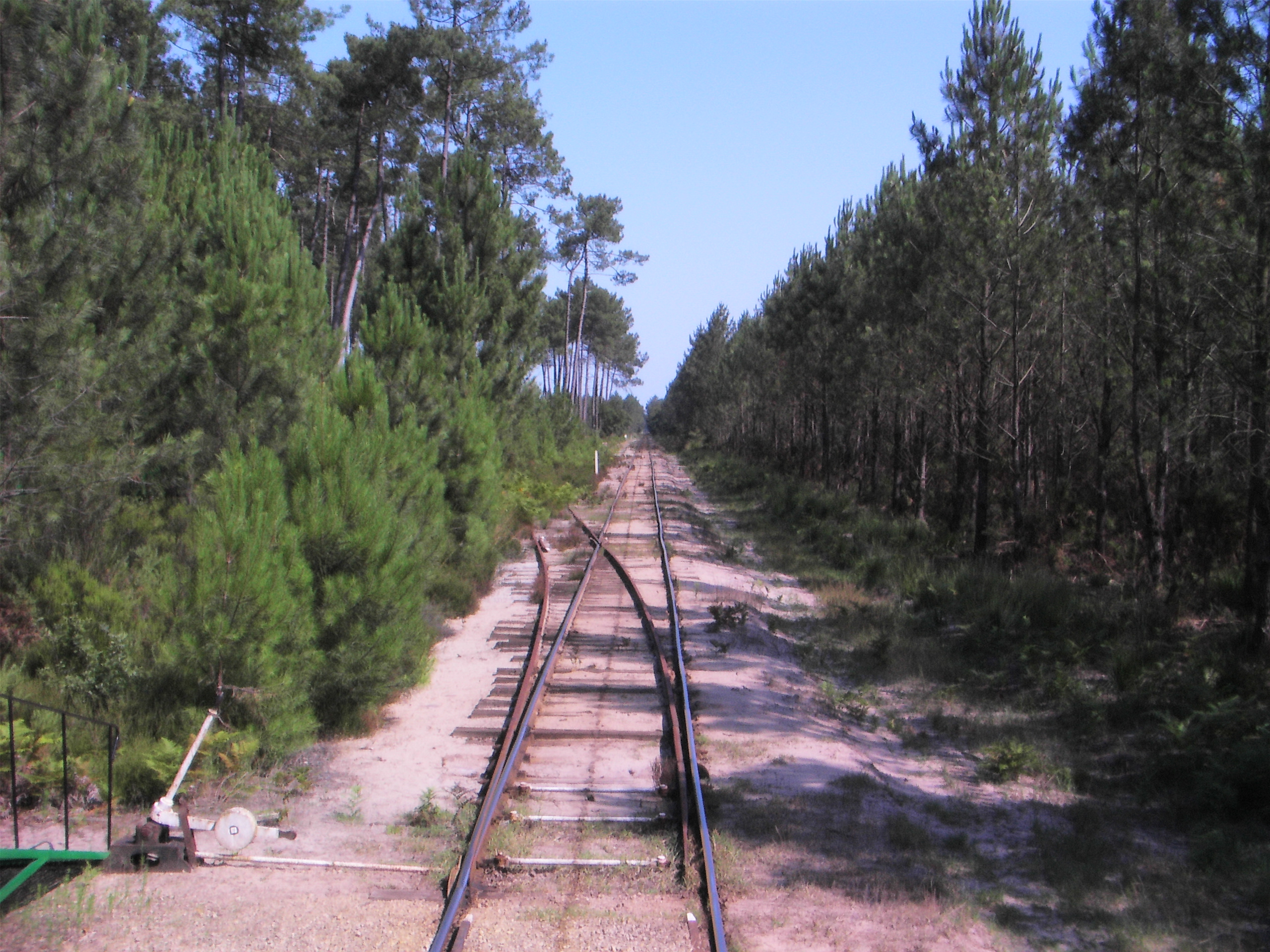
Strecke zwischen Sabres und Marquèze (2007 als Museumsbahn)

Netz der normalspurigen Strecken der Compagnie des voies ferrées des Landes

Die Société Anonyme des Voies Ferrées des Landes (VFL) ging aus dem 1916 vereinbarten Zusammenschluss dreier Kleinbahngesellschaften im Südwesten Frankreichs hervor, der aber erst zum 1. Januar 1919 wirksam wurde. Sie alle betrieben normalspurige Eisenbahnstrecken in der Region zwischen Bordeaux und der spanischen Grenze bei Bayonne. Dies waren die Société des Chemins de fer d'Intérêt Local des Landes (CFILL) mit 194 km, die Société du Chemin de fer d'Intérêt Local du Born et du Marensin (BM) mit 136 km und die Société du Chemin de fer de Soustons à Léon mit 22 km.

## Geschichte
Seit 1889 hatten diese Gesellschaften Strecken von insgesamt mehr als 300 km Länge aufgebaut und an sieben Übergangspunkten an das Netz der Chemin de fer de Midi angeschlossen. Sie unterhielten selbst kein durchgängiges Netz. Die Gesellschaften waren gegründet worden, um die seit der Mitte des 19. Jahrhunderts angelegten Kiefern-Plantagen rentabel bewirtschaften zu können. Die Voies Ferrées des Landes (VFL) war eine Tochtergesellschaft der Compagnie des chemins de fer du Midi, ab 1938 der SNCF.
Hinzu kamen weitere Streckenübernahmen anderer Gesellschaften, zum Teil in Schmalspur: 1899 und 1906 die der Compagnie du chemin de fer de Luxey à Mont-de-Marsan (LM) mit 45 km, 1907 die der Chemin de fer Économique Forrestier des Landes mit 12 km auf 750-mm-Spur und 1909 und 1914 die der Compagnie des Tramways à vapeur de la Chalosse et du Béarn (TVCB) mit 143 km auf Meterspur. Bis zum Beginn des Ersten Weltkriegs gehörte die Compagnie des voies ferrées des Landes zu denen mit der höchsten Kilometerleistung pro Département-Einwohner, dies aber auch zweifellos wegen der geringen Einwohnerdichte im Département Landes.
Von den Strecken sind heute noch kurze Abschnitte vorhanden, im Norden als Industrieanschluss eines Grundstoffproduzenten in Ychoux sowie als Museumsbahn zwischen Sabres und Marquèze, weiter im Süden die Strecke Laluque–Tartas, die noch für Güterverkehr benutzt wird. Dieser Abschnitt wurde im Rahmen der allgemeinen Schließung 1994 entwidmet, aber bereits vier Jahre später reaktiviert. Außerdem bestehen noch etliche Hochbauwerke wie Brücken und Bahnhofsgebäude.
Seit 1998 gehören die Voies Ferrées des Landes (VFL) zur Gruppe Voies ferrées locales et industrielles (VFLI), die für die SNCF kleinere Bahnstrecken von örtlicher Bedeutung betreibt, insbesondere für den Güterverkehr.
Nach Integration des Geschäftsbetriebs in die VFLI beendete das ursprüngliche Unternehmen VFL 2000 seine Tätigkeit.

## Liste der betriebenen Bahnstrecken
| Strecke                                | Länge  | Vorgänger- gesellschaft | Inbetrieb- nahme | Schließung | Bemerkung                                                                  |
| -------------------------------------- | ------ | ----------------------- | ---------------- | ---------- | -------------------------------------------------------------------------- |
| Ychoux–Moustey                         | 22 km  | CFILL                   | 1890–1904        | 1979       |                                                                            |
| Ychoux–Biscarosse-Bourg                | 21 km  | CFILL                   | 1899–1903        | ?          |                                                                            |
| Labouheyre–Sabres                      | 19 km  | CFILL                   | 1889             | 1969       | Ein Teil der Strecke wurde 1970 als Touristenbahn wiedereröffnet           |
| Labouheyre–Mimizan-Plage               | 34 km  | CFILL                   | 1889             | —          |                                                                            |
| Morcenx–Mézos (–St-Julien en Born)     | 23 km  | CFILL                   | 1889             | 1969       |                                                                            |
| Sindère–Uza (–Lit-et-Mix)              | 23 km  | CFILL                   | 1889             | 1969       |                                                                            |
| Laluque–Tartas                         | 13 km  | CFILL                   | 1890             | —          | Die Strecke war zwischen 1994 und 1997 entwidmet                           |
| Laluque–Linxe (–St-Girons-en-Marensin) | 27 km  | CFILL                   | 1890             | 1979       |                                                                            |
| St-Vincent-de-Tyrosse–Souston (–Léon)  | 12 km  | CFILL                   | 1891             | 1969       |                                                                            |
| Biscarosse-Bourg–Mimizan-Bourg         | 35 km  | BM                      | 1907–1911        | 1957–1979  | Der 2 km lange Streckenabschnitt Mimizan-Bourg–Bel-Air ist noch in Betrieb |
| Naouas–Bisacrosse-Plage                | 6 km   | BM                      | 1909             | 1962       |                                                                            |
| Mézos–St-Julien-en-Born                | 6 km   | BM                      | 1909             | 1969       |                                                                            |
| Uza–Lit-et-Mix                         | 6 km   | BM                      | 1908             | 1969       |                                                                            |
| Linxe–St-Girons-en-Marensin            | 9 km   | BM                      | 1909             | 1979       |                                                                            |
| Dax–Azur                               | 29 km  | BM                      | 1911             | 1969       |                                                                            |
| Labenne–Seignosse                      | 17 km  | BM                      | 1908             | 1957       |                                                                            |
| Labouheyre–Bias                        | 28 km  | BM                      | 1910             | 1969       |                                                                            |
| Souston–Léon                           | 22 km  | SL                      | 1904             | 1969       |                                                                            |
| Luxey–Mont-de-Marsan                   | 143 km | TVCB                    | 1899–1914        | 1937/38    | 1000-mm-Spur                                                               |
| Roquefort-Midi–Lencouacq-Jourets       | 12 km  | 5)                      | 1907             | 1934       | Chemin de fer Economique Forrestier des Landes mit 750-mm-Spur             |